# Luna (mèo)
Luna the Fashion Kitty là một chú mèo Himalaya có lượt theo dõi trên Internet tập trung vào trang Facebook nơi nó chia sẻ trang phục mỗi ngày. Nó cũng chia sẻ thông tin về việc chải chuốt mèo và thông tin giải cứu mèo, đặc biệt tập trung vào các giống mèo Ba Tư và mèo Himalaya. Trang Facebook của nó về cơ bản hoạt động như một cộng đồng truyền thông xã hội dành cho những người yêu mèo và người hâm mộ thời trang.

## Tiểu sử
Luna the Fashion Kitty được sinh ra vào ngày 14 tháng 4 năm 2008 và đến từ Hermosillo, Sonora, Mexico. Chủ sở hữu của nó chuyển đến Arizona khi Luna được tám tháng tuổi.

## Hiện diện truyền thông xã hội
Trong năm 2011, sự hiện diện trên phương tiện truyền thông xã hội và Internet của Luna đã mở rộng nhanh chóng. Nó đã được chọn làm chủ đề trong hai bài viết trong blog thời trang được đọc rộng rãi Racked và trong blog mèo Catsparella. Racked cho rằng Luna có thể trở thành "chú mèo nổi tiếng nhất trên Internet."
Luna là con vật đóng góp hàng tuần cho blog "Cat's Meow" trên trang web truyền thông xã hội tập trung vào mèo Catster. Nó báo cáo trong tuần của mình, chia sẻ một bản tóm tắt về những câu chuyện nó đã chia sẻ trên trang Facebook của mình trong suốt cả tuần với một vài bổ sung.
Luna đã được sử dụng như một người mẫu trên Fab (mạng xã hội), một trang web flash sale nổi tiếng. Mèo Luna cũng truyền cảm hứng cho một tumblr gọi là "Mèo trong hộp Fab."

## "Blogger thời trang"
Luna the Fashion Kitty lần đầu tiên được gọi là một blogger thời trang bởi blog thời trang Fashionista. Sau bài đăng này, các blog thời trang trên khắp thế giới đã xem Luna là một gương mặt thời trang tiêu biểu.